# Begonia gigabracteata
Espèce
Begonia gigabracteata est une espèce de plantes de la famille des Begoniaceae.